# Неллі (Огайо)
Неллі (англ. Nellie) — селище (англ. village) в США, в окрузі Кошоктон штату Огайо. Населення — 122 особи (2020).

## Географія
Неллі розташоване за координатами 40°20′19″ пн. ш. 82°4′15″ зх. д. / 40.33861° пн. ш. 82.07083° зх. д. (40.338507, -82.070744).  За даними Бюро перепису населення США в 2010 році селище мало площу 1,85 км², уся площа — суходіл.

## Демографія
Згідно з переписом 2010 року, у селищі мешкала 131 особа в 49 домогосподарствах у складі 34 родин. Густота населення становила 71 особа/км².  Було 56 помешкань (30/км²).
Расовий склад населення:
| - 98,5 % — білих |

До двох чи більше рас належало 0,8 %. Частка іспаномовних становила 0,0 % від усіх жителів.
За віковим діапазоном населення розподілялося таким чином: 28,2 % — особи молодші 18 років, 57,3 % — особи у віці 18—64 років, 14,5 % — особи у віці 65 років та старші. Медіана віку мешканця становила 37,5 року. На 100 осіб жіночої статі у селищі припадало 111,3 чоловіків;  на 100 жінок у віці від 18 років та старших — 95,8 чоловіків також старших 18 років.
Середній дохід на одне домашнє господарство  становив 41 747 доларів США (медіана — 40 625), а середній дохід на одну сім'ю — 48 397 доларів (медіана — 45 625). За межею бідності перебувало 9,2 % осіб, у тому числі 12,5 % дітей у віці до 18 років та 0,0 % осіб у віці 65 років та старших.
Цивільне працевлаштоване населення становило 50 осіб. Основні галузі зайнятості: освіта, охорона здоров'я та соціальна допомога — 32,0 %, мистецтво, розваги та відпочинок — 14,0 %, науковці, спеціалісти, менеджери — 12,0 %.